# Fotogrametria

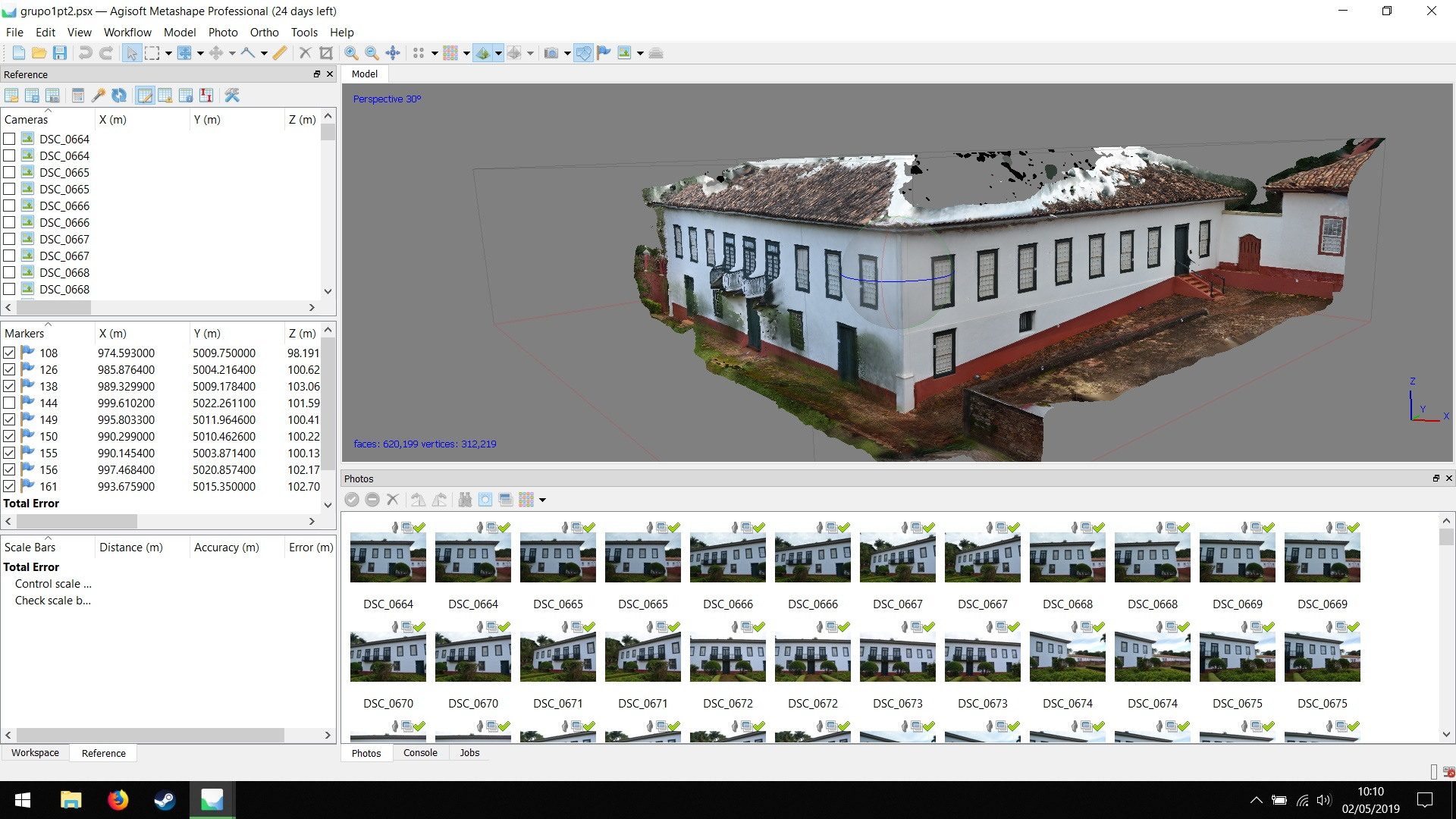
Fotogrametria da Sede da Fazenda do Pinhal, São Carlos-SP, Brasil

A fotogrametria (derivada do grego: luz, descrição e medidas) é definida como a ciência aplicada, a técnica e a arte de extrair de fotografias métricas, a forma, as feições, as dimensões e a posição dos objetos nelas contidos.
Uma das classificações adotadas para a fotogrametria é quanto à evolução dos equipamentos e materiais envolvidos nos processos, podendo a mesma ser: fotogrametria analógica, fotogrametria analítica ou fotogrametria digital.
Nos últimos anos a fotogrametria aérea, notadamente a de satélites em órbita, alterou substancialmente técnicas como a Cartografia e a interpretação aerofotométrica.
O desenvolvimento da fotogrametria cartográfica como ferramenta útil à agrimensura levou à sua adaptação para utilização em outras áreas do conhecimento, quando é denominada fotogrametria não-cartográfica.
Entre as áreas do conhecimento que se beneficiaram da adoção dos princípios da fotogrametria está a biomecânica, através da análise do movimento baseada em imagens, ou cinemática.

## Restituição estereofotogramétrica
Restituição, no contexto da estereoscopia, diz-se do acto de compilar informação a partir de um modelo estereoscópico. Hoje em dia consiste em vectorizar para um ambiente CAD pontos, linhas e polígonos tridimensionais representativos do que se vê no referido modelo estereoscópico. O significado de cada um desses pontos, linhas e polígonos tridimensionais vectorizados pode ser conhecido por estarem ligados a uma base de dados alfanumérica (tecnologia SIG) ou por simbolização (através de caracterização gráfica) a partir de uma legenda.

## Estereofotogrametria

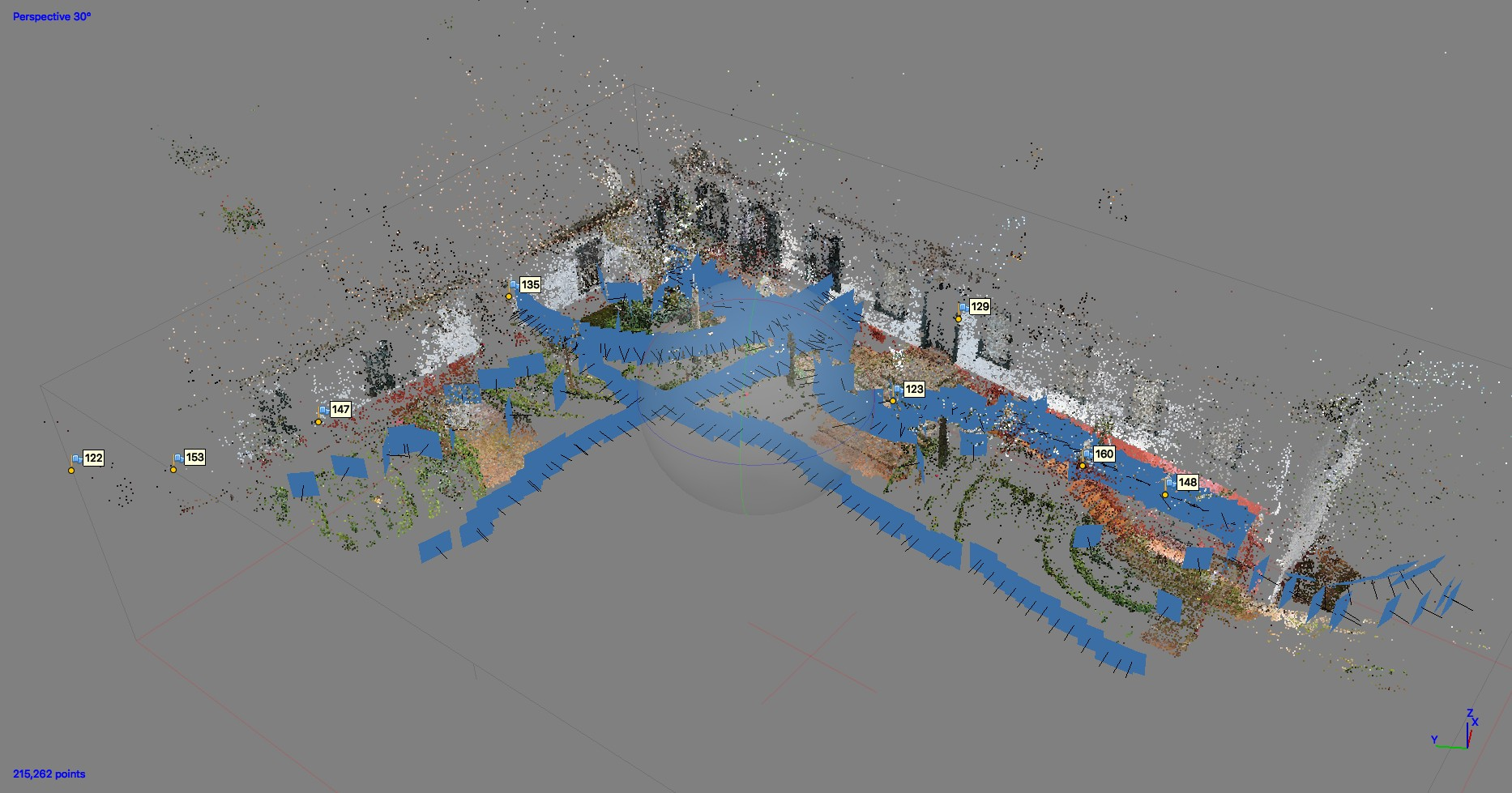
Fotogrametria da Sede da Fazenda do Pinhal, São Carlos-SP, Brasil

Estereofotogrametria é uma técnica mais sofisticada da Fotogrametria, que envolve coordenadas estimadas de pontos de um objeto tridimensional (ver Modelagem 3D). Estes pontos são determinados por medidas feitas em duas ou mais fotografias tiradas em diferentes posições (ver estereoscopia). Dois pontos são identificados em cada imagem. Uma linha de visão (ou raio) pode ser construída do local onde está a câmera até o ponto do objeto. Esta é a interseção desses raios (triangulação) que determina a localização tridimensional do ponto. Mais algoritmos sofisticados podem explorar outras informações sobre a cena que é conhecida a priori, por exemplo, simetrias, que em certos casos permitem reconstruções de coordenadas 3D a partir de apenas uma posição da câmera.
A empresa Google aplicará tal tecnologia em seu próximo Google Earth, onde trará cidades totalmente reconstruídas em 3D.

## Aplicações não-cartográficas
A Fotogrametria não-cartográfica é a aplicação dos princípios fotogramétricos fora do âmbito da Agrimensura e da elaboração de mapas planimétricos.
Uma das aplicações mais frequentes é na Biomecânica, na análise do movimento através de imagens adquiridas por câmeras fotográficas (fotogrametria) ou câmeras de vídeo (videogrametria)